# Salvia greatai
Salvia greatai är en kransblommig växtart som beskrevs av Townshend Stith Brandegee. Salvia greatai ingår i släktet salvior, och familjen kransblommiga växter. Inga underarter finns listade i Catalogue of Life.